# Watchin' TV
Watchin' TV es el tercer álbum de estudio de la banda estadounidense Barefoot Jerry. Fue publicado en mayo de 1974 a través del sello discográfico Monument Records.

## Antecedentes
Fred Foster, presidente del sello discográfico Monument Records, anunció su acuerdo con el grupo de country rock Barefoot Jerry en la edición del 6 de abril de 1974 de la revista Record World. Su primer sencillo, «Watchin' TV (With the Radio On)», se publicó a finales de marzo y Watchin' TV estaba programado para una fecha de lanzamiento en abril de 1974.

## Recepción de la crítica
Un escritor no especificado de la revista Cash Box declaró: “Un esfuerzo satisfactorio en una variedad de niveles, desde las armonías impecables hasta las pausas instrumentales bien trabajadas, el LP crece con cada escuchada hasta que se convierte en algo así como un viejo amigo que no has visto en años”.
Un escritor no especificado de la revista Billboard escribió: “Posiblemente la mejor oferta del grupo hasta la fecha. El material es básicamente rock suave con un toque country, y todo es bueno. La voz de Wayne Moss, especialmente en «There Must Be a Better Way», es una ventaja definitiva. Los arreglos y la mezcla también son fuertes”.
Un escritor no especificado de Record World escribió: “La orientación country recibe dos entregas diferentes de este séquito tan profesional: la cara uno es rock country sólido y la otra se compone de dulces canciones de amor acentuadas por armonías melódicas”.

## Revisión retrospectiva
En una revisión retrospectiva para AllMusic, Jim Worbois escribió: “La elección es intensa pero las canciones dejan mucho que desear. Por ejemplo: «Funky Lookin' Eyes» [sic] se basa en el mismo lick que «Sunshine of Your Love» de Cream, pero no es igual de interesante”.

## Lista de canciones
Todas las canciones escritas y compuestas por Wayne Moss y Bobby Thompson, excepto donde esta anotado. 
| Lado uno |                                   |                           |          |  |
| N.º      | Título                            | Escritor(es)              | Duración |  |
| 1.       | «Watchin' TV (With the Radio On)» | Moss                      | 3:36     |  |
| 2.       | «Funny Lookin' Eyes»              |                           | 3:41     |  |
| 3.       | «Pig Snoots and Nehi Red»         | Fred Newell Buddy Skipper | 3:09     |  |
| 4.       | «Hay Queen»                       | Russ Hicks                | 3:21     |  |
| 5.       | «Two Mile Pike»                   | Hicks Skipper             | 4:02     |  |

| Lado dos |                                      |                      |          |  |
| N.º      | Título                               | Escritor(es)         | Duración |  |
| 1.       | «Faded Love»                         | Bob Wills John Wills | 4:12     |  |
| 2.       | «There Must Be a Better Way»         | Moss Dave Doran      | 3:18     |  |
| 3.       | «If There Were Only Time for Love»   | Moss                 | 3:46     |  |
| 4.       | «Violets and Daffodils»              |                      | 2:57     |  |
| 5.       | «Mother Nature's Way of Saying High» |                      | 5:40     |  |

## Créditos y personal
Créditos adaptados desde las notas de álbum de Watchin' TV.
Músicos
- Dave Doran – guitarra líder, bajo eléctrico, coros
- Wayne Moss – guitarra líder, bajo eléctrico, guitarra acústica, coros
- Buddy Skipper – teclados, campanas, coros
- John Harris – teclados
- Russ Hicks – steel guitar, guitarra acústica, guitarra, coros
- Fred Newell – bajo eléctrico, banjo, armónica, coros
- Bobby Thompson – bajo eléctrico, guitarra acústica, coros
- Si Edwards – percusión
- Kenny Malone – percusión

Personal técnico
- Wayne Moss – productor, ingeniero de audio, mezclas
- Russ Hicks – productor, mezclas
- Paul Skala – ingeniero de audio
- Buddy Skipper – mezclas
- Fred Newell – mezclas
- Terry Dearmore – mezclas
- Paul Richmond – masterización
- Bill Barnes – director artístico
- Gene Wilkes – ilustración
- Ken Kim – fotografía